# Grammaria immersa
Grammaria immersa is een hydroïdpoliep uit de familie Lafoeidae. De poliep komt uit het geslacht Grammaria. Grammaria immersa werd in 1901 voor het eerst wetenschappelijk beschreven door Nutting. 